# Claro (Perú)
Claro (registrada como América Móvil Perú S.A.C.) es la filial peruana de la compañía mexicana de telecomunicaciones Claro. Es la segunda empresa más grande entre las cuatro empresas de telefonía celular en el país y forma parte del Grupo América Móvil propiedad del empresario mexicano Carlos Slim. 
En octubre del 2010, Claro absorbe a Telmex y distribuye los servicios ofrecidos por esa empresa (televisión digital, telefonía e internet) bajo la marca «Claro».
Desde el 2015, la compañía inicia una gran modernización de su infraestructura móvil a nivel nacional y mejora tanto sus redes 2G, 3G y 4G.
A fines del año 2018, la compañía lanzó el servicio VoLTE vía su Red 4G para todos sus clientes a nivel nacional.

## Historia
El 10 de mayo de 2005, América Móvil adquirió una licencia PCS 1900 MHz para proporcionar servicios de comunicaciones personales en Perú bajo la marca Sercotel Perú. 
El 10 de agosto del mismo año, América Móvil anunció la adquisición de TIM Perúal enterarse de que se encontraba en venta por medio de negociaciones desde 2004,de tal manera que aprovechó en comprarla para adelantar sus planes de lanzamiento comercial y el 11 de octubre lanzó la marca Claro, con lo cual el Perú, en aquel entonces, se volvió el primer país en donde Claro se lanzó dentro del mercado extranjero.  
En abril del 2008, se transformó en la primera empresa dentro del país en lanzar el servicio de internet móvil 3G usando la tecnología HSDPA en la banda de 850MHz
El 1 de octubre del 2010, la compañía se fusiona con la filial peruana de Teléfonos de México (Telmex). El director comercial de América Móvil, Rodrigo Arosemena, confirma el inicio del proceso de adquisición. Claro absorbe la empresa y sus productos, y las distribuye bajo su propia marca.
La compañía de telecomunicaciones es la segunda empresa, después de Movistar Perú, en lanzar el servicio móvil 4G LTE el 15 de mayo del 2014 a nivel nacional.
En el 2015, la compañía inicia un millonario proceso de modernización de su infraestructura. Con esto, mejora sus Redes 2G, 3G y 4G ya existentes.
En 2016 la compañía anunció la compra del operador local de internet móvil inalámbrico Olo, con el fin de hacerse de sus Licencias en la Banda de 2600 MHz para seguir mejorando sus Redes, en especial su Red 4G a nivel nacional. Además, ese mismo año, ganó un bloque licitado por el estado peruano de 700 MHz para sus redes 4G
En 2018 la compañía lanzó el servicio VoLTE sobre su red 4G a nivel nacional.
En 2021 la compañía empezó a ofrecer la tecnología 5G a través de los servicios de internet fijo inalámbrico y móvil a través de la banda de 3500MHz.
En el 2022, Claro iguala a Movistar en cifras de líneas móviles activas, con 12 millones.Meses después, se transformó en la operadora con más clientes del país.

## Festival Claro
Claro promovió su festival musical entre 2008 y 2016 que contó con la ayuda de la disquera Sony Music.